# Alice Vadrot
Alice Vadrot (* 23. November 1985 in Saarburg) ist eine österreichisch-französische Politikwissenschaftlerin und Universitätsprofessorin für Internationale Umweltpolitik an der Universität Wien.

## Leben und Wirken
Vadrot studierte Politikwissenschaft an der Universität Wien. Sie promovierte 2013 zum Thema “Understanding the establishment of the Intergovernmental Platform on Biodiversity and Ecosystem Services (IPBES): Epistemic Selectivities in International Biodiversity Politics” an der Universität Wien summa cum laude.
Von 2015 bis 2017 war sie als Postdoktorandin an der University of Cambridge beschäftigt.
Sie ist zweifache ERC (European Research Council) Preisträgerin für Projekte, die sich mit internationalen Umweltverhandlungen im Bereich des Meeresschutzes beschäftigen. Gemeinsam mit ihrem Team hat sie die Verhandlungen zur Biodiversität in der Hohen See untersucht und eine Datenbank MARIPOLDATA entwickelt, die diese Verhandlungen systematisch erfasst.
Seit 2025 ist sie Professorin für Internationale Beziehungen und Umweltpolitik am Institut für Politikwissenschaft an der Universität Wien, wo sie schon seit 2018 als Assistant Professor tätig gewesen war.
Vadrot ist Mitglied der Jungen Akademie der Österreichischen Akademie der Wissenschaften (ÖAW), des Mission Boards der EU-Gewässermission, des Management Boards des Environment and Climate Hubs der Universität Wien und des Leitungsteams des österreichischen Biodiversitätsrats. Sie ist Senior Fellow an der Earth System Governance Plattform und im Advisory Board der Zeitschrift Global Environmental Politics.

## Privates
Vadrot ist mit dem Unternehmer und Politiker Michael Bernhard verheiratet, mit dem sie eine gemeinsame Tochter hat.

## Preise und Auszeichnungen
- 2015: Erwin Schrödinger Fellow des FWF – Österreichischen Wissenschaftsfonds an der University of Cambridge
- 2018: ERC Starting Grant für das Forschungsprojekt MARIPOLDATA.
- 2024: ERC Consolidator Grant für das Forschungsprojekt TwinPolitics[5].
- 2024: Gustav-Figdor-Preis für Rechts-, Sozial- und Wirtschaftswissenschaften der Österreichischen Akademie der Wissenschaften
- 2025: Henrik-Enderlein-Preis der Hertie School of Governance, der Sciences Po und des französischen und deutschen Außenministeriums[6]

## Publikationen (Auswahl)
- Alice B.M. Vadrot, Arne Langlet, Paul Dunshirn, Simon Fellinger, Silvia Ruiz-Rodríguez and Ina Tessnow-von Wysocki; Zooming In on Agreement-Making: Tracing the BBNJ Negotiations with the MARIPOLDATAbase. Global Environmental Politics 2024; 24 (4): 152–178; https://doi.org/10.1162/glep_a_00767
- Conducting Research on Global Environmental Agreement-Making. Cambridge: Cambridge University Press. Herausgeber: Hughes, H. and Vadrot, A. (2023).
- Alice BM Vadrot, Arne Langlet, Ina Tessnow-von Wysocki: Who owns marine biodiversity? Contesting the world order through the ‘common heritage of humankind’principle. Environmental Politics 2022; 31 (2): 226-250; https://doi.org/10.1080/09644016.2021.1911442
- Alice B.M. Vadrot, Arne Langlet, Ina Tessnow-von Wysocki, Petro Tolochko, Emmanuelle Brogat, Silvia C. Ruiz-Rodríguez Marine Biodiversity Negotiations During COVID-19: A New Role for Digital Diplomacy?. Global Environmental Politics 2021; https://doi.org/10.1162/glep_a_00605
- The Politics of Knowledge and Global Biodiversity. London: Routledge (2014).